# Anastasio Prieto
Anastasio Prieto Lyons (* 15. Februar 1899 in Guadalajara, Jalisco; † 4. März 1963 ebenda), auch bekannt unter dem Spitznamen Tacho, war ein mexikanischer Fußballspieler auf der Position eines Stürmers.

## Leben
Anastasio Prieto spielte für seinen Heimatverein CD Guadalajara in der Liga de Occidente und war in den Spielzeiten 1921/22 und 1922/23 zweimal in Folge Torschützenkönig dieser Liga.
Neben bzw. nach seiner aktiven Laufbahn absolvierte Prieto ein Medizinstudium und arbeitete anschließend als Chirurg und Gynäkologe an der Universidad de Guadalajara.
Anastasio Prieto war ein älterer Halbbruder von Fausto und Max Prieto, die ebenfalls Fußballspieler waren und für den CD Guadalajara spielten.